# Gaby Roslin
Gaby Roslin (Londra, 12 luglio 1964) è una conduttrice televisiva e attrice inglese.
È nota soprattutto per essere stata la co-conduttrice di The Big Breakfast su Channel 4 tra il 1992 ed il 1996, e per aver condotto le maratone televisive di beneficenza Children in Need della BBC dal 1994 al 2004.

## Infanzia e giovinezza
Roslin è la figlia di un ex annunciatore della radio della BBC Clive Roslin.

## Carriera
Agli inizi, la Roslin ha presentato Hippo su Superchannel, Motormouth su ITV, The Big Breakfast (con Chris Evans prima e Mark Little poi) su Channel 4.
Roslin ha inoltre condotto Children in Need ogni anno dal 1994 al 2004. Altri ruoli da presentatrice per la BBC includono Watchdog Healthcheck, Whatever You Want e A Question of TV.
Dopo aver firmato un contratto con il canale Five la Roslin ha presentato The Terry and Gaby Show.
Roslin ha inoltre condotto la prima edizione di Making Your Mind Up programma di preselezione delle canzoni inglesi per l'Eurovision Song Contest.
In teatro ha partecipato al tour inglese della versione teatrale di Harry, ti presento Sally... ed all'edizione del West End theatre del musical Chicago. Dopo un ritorno in tv nel programma Solution street e nel programma di duetti di celebrità Just the Two of Us, attualmente la Roslin conduce il breakfast show sul canale radiofonico BBC London 94.9. Grazie alla fama del programma radiofonico la Roslin appare frequentemente in tv tra gli ospiti del This Morning show su ITV1.

## Vita privata
Roslin è stata sposata con il musicista Colin Peel dal 1995 al 2004. I due hanno avuto una figlia, Libbi-Jack, nata nel 2001. Nel dicembre del 2006, Roslin ha avuto un'altra figlia, Amelie, dalla sua relazione con David Osman.
La Roslin si occupa spesso di beneficenza: a favore dei bambini malati di tumore, a favore delle donne con cancro al seno ed a favore della terapia Yoga per i bambini con speciali bisogni.